# Woods metal
Woods metal er en legering af fire metaller i blandingsforholdet 50% bismuth, 25% bly, 12,5% tin og 12,5% cadmium. Woods metal har den, for legeringer, sjældne egenskab at det smelter ved en meget lav temperatur. Smeltepunktet ligger på 346K, hvilket svarer til ca. 73°C. Til sammenligning er vands smeltepunkt 0 °C og kogepunktet er 100 °C, Woods metal kan derfor smeltes i opvarmet vand. Legeringens opfinder var Barnabas Wood fra Massachusetts Institute of Technology i USA. Woods metal sælges kommercielt som Cerrobend, Bend Alloy og Lipowitz metal.
Legeringen anvendes f.eks. til at lave propper i sprinkleranlæg, i rørarbejde, som et lavtsmeltende loddemateriale og til medicinske gascylindre. Ved opvarmning over 250 °C vil legeringen afgive giftige cadmiumdampe. Et ugiftigt alternativ til Woods metal er Fields metal, der er en legering af bismuth, indium, og tin og som har et smeltepunkt omkring 62 °C.